# مارج ردموند
مارج ردموند (انگلیسی: Marge Redmond؛ زادهٔ ۱۴ دسامبر ۱۹۲۴ – درگذشته ۱۰ فوریه ۲۰۲۰) بازیگر و خواننده اهل ایالات متحده آمریکا بود. وی بین سال‌های ۱۹۵۹ تا ۲۰۰۷ میلادی فعالیت می‌کرد.
از فیلم‌ها یا برنامه‌های تلویزیونی که وی در آن نقش داشته است، می‌توان به راهبه پرنده و بست اشاره کرد.